# Да Камино
Да Камино, иначе Каминези (итал. Da Camino, Caminesi) — известный с XII века старинный итальянский род, возможно лангобардского происхождения, отдельные исследователи находят у него общие корни с родом Коллальто.

## История
Каминези владели синьориями в местности Марка Тревиджиана, в окрестностях Тревизо, пожалованными императорами и церковью. Начало приоберетений было положено браком Гуечеллоне с графиней и женщиной-кондотьером Софией ди Кольфоско около 1154 года, затем владения расширились на Ченеду, Беллуно и Кадоре. Обороне владений служили два замка: Кастелло ди Камино возле Одерцо и более мощный Серравалле в Витторио-Венето, которые контролировали дороги из Тревизо и Ченеды в Беллуно и Кадоре.
Род активно участвовал во внутренней политике Тревизо, дважды (в 1183 и 1199 году) давая присягу верности в качестве горожан. В XIII веке род разделился на две ветви, зачастую враждебные друг к другу — «Верхние Каминези» и «Нижние Каминези». Семья сплотила вокруг себя нобилитет Тревизо и партию гвельфов, иначе называемых «белыми», в стремлении ограничить растущее влияние семьи Да Романо (также известной как Эццелини), которая возглавляла «красных», или гибеллинов, при поддержке пополанов. В конечном итоге Каминези получили власть в городе, сначала на короткий период при Гуечеллоне V (в период 1235—1242 годов), затем закрепились надёжно при Герардо (в 1283 году) и его сыне Ридзардо II. Последнего сверг его брат Гуечеллоне VII, который 15 декабря 1312 года утратил синьорию Каминези в Тревизо.
Фамильная ветвь Верхних Каминези пресеклась в 1335 году после смерти сына Гуечеллоне VII Ридзардо Нового, часто называемого в литературе Риццардо VI (вдова построила для его упокоения сохранившийся доныне саркофаг в церкви Санта Джустина в Витторио-Венето), феоды покойного перешли в собственность Венеции. Нижние Каминези получили в 1339 году венецианское дворянство, участвовали в войне Кьоджи, то на стороне Венеции, то против. Род прекратился в 1422 году, его феоды также отошли Венеции.

## Персоналии
- Гуечеллоне V, из ветви Нижних Каминези, сын Бьякуино, родился около 1208 года, синьор Тревизо сначала единоличный, в период после 1235 года, а в 1239—1242 годах — вместе с Альберико да Романо[итал.], умер в 1242 году.[2]

- Бьякуино II, сын Гуечеллоне, внук Габриэле, родился около 1220 года, во внутренней политике Тревизо выступал на стороне гвельфов, умер в июле 1274 года.[3]
- Герардо, сын Бьякуино II из рода Верхних Каминези, родился около 1240 года, с 1266 года — капитан-генерал Фельтре и Беллуно, с 1283 года — капитан-генерал Тревизо, безуспешно пытался установить контроль над Фриули, так же бесплодно конфликтовал с Аквилейским патриархом. Верный идеям гвельфов, всё же стремился к взвешенной политике и, маневрируя между партиями, сумел привлечь на свою сторону значительное число гибеллинов, развивал отношения со Святым Престолом, покровительствовал поэтам и художникам. При этом применял жестокие меры поддержания власти, считался виновным в смерти Якопо дель Кассеро[итал.], а также епископа Фельтре и Беллуно Якопо. Умер в марте 1306 года. Упоминается в «Божественной комедии» Данте как «добрый Герардо» («Чистилище», Песнь XVI, стихи 121—140).[4][5]
- Ридзардо II, сын Герардо, родился в 1274 году. С 1306 года — правитель Тревизо. Во Фриули столкнулся со всеобщим восстанием нобилитета и пополанов, возмущённых его тиранией, противостоял Аквилейскому патриарху, вызвал подозрения Венеции в причастности к заговору Байамонте Тьеполо против Республики, в 1311 году купил у императора Священной Римской империи Генриха VII титул имперского викария. Во внутренней политике после долгих колебаний склонился на сторону гибеллинов, вследствие чего прогвельфская знать составила заговор, вероятно при поддержке Падуи, и в 1312 году Ридзардо был убит. Упоминается в «Божественной комедии» Данте («Рай», Песнь IX, стихи 49-51).[6][7]
- Гуечеллоне VII, второй сын «доброго Герардо», родился в конце XIII века. Получил власть в Тревизо, свергнув своего старшего брата Ридзардо II. Вернул политические симпатии Каминези гвельфам, оказывал помощь Падуе в борьбе с правителем Вероны Кан Гранде I делла Скала, безуспешно пытался получить синьорию в Падуе. В 1312 году, после очередного мощного восстания, синьория Каминези в Тревизо была утрачена навсегда. В 1313 году потерял синьории в Фельтре и Беллуно, сумев вернуть их ненадолго в 1316-1322 годах, умер в 1324 году.[8]
- Ридзардо Новый, сын Гуечеллоне VII и Мабилии ди Сан Бонифачио, родился в конце XIII века. Принял участие в коалиции против Иоганна Люксембургского, в 1335 году умер, и фамильная ветвь Верхних Каминези пресеклась.[9]
- Гайя, дочь Герардо, родилась не позднее 1270 года, первая поэтесса, писавшая на вульгарной латыни, умерла в 1311 году. Упоминается в «Божественной комедии» Данте («Чистилище», Песнь XVI, стих 140).[10][11]
- Ридзардо IV, из рода Нижних Каминези, сын Гуечеллоне VIII и Беатриче делла Прата, родился в последнее десятилетие XIII века, умер не позднее 1358 года[12]
- Тольберто, из ветви Нижних Каминези, сын Гуечеллоне VI и Беатриче ди Бонапарте, родился в 1263 году, умер в 1317 году.[13]
- Герардо, из ветви Нижних Каминези, сын графа Ченедо и синьора Солигетто Тольберто, родился возможно в 1340-х годах.[14]
- Гуечеллоне, сын Герардо из рода Нижних Каминези, синьор Портобуффоле и Маддалена де Росси, родился в 20-х годах XIV века, умер не позднее 1392 года.[15]
- Бьякуино IV, из рода Нижних Каминези, второй сын Гуечеллоне VI и Беатриче ди Бонапарте, родился в 1269 или 1270 году[16]

### Статьи
- G. B. Picotti, in Giornale dantesco, XII (1904),
- G. Biscaro, in Nuovo archivio veneto, n. s., XXVIII (1914), p. 388 segg., in Mem. stor. forogiuliesi, XIX (1923), p. 189 segg., e in Studi medievali, n. s., I (1928), p. 74 segg.